# Kapitalisatiebon
De kapitalisatiebon is een variante van de kasbon, waarbij de intresten niet elk jaar worden betaald. Ze worden namelijk bij de begininleg gevoegd, en dus gekapitaliseerd en leveren zo zelf intrest op.
De intresten die elk jaar worden berekend en bij het startbedrag worden gevoegd vormen geen inkomen voor de belegger en worden dus niet onderworpen aan de roerende voorheffing. Dat betekent dat er bruto-intresten bij het kapitaal worden gevoegd. 
Op de vervaldag wordt wel de voorheffing van 21%  afgehouden. Ze wordt berekend op het verschil tussen de begininleg en het uitgekeerde kapitaal op de eindvervaldag.
Het rendement op een kapitalisatiebon is lichtjes hoger dan dat op kasbons, op voorwaarde dat de nominale intrest waartegen de intresten worden gekapitaliseerd niet lager liggen dan de nominale intresten op de bon zelf. Vermits een kapitalisatiebon geen rendement vermeldt, maar enkel een terugbetalingswaarde, moet het werkelijke rendement berekend worden met behulp van de volgende formule:
(eindwaarde/beginwaarde)1/looptijd - 1